# 260. pehotni polk (Italija)
260. pehotni polk Murge je bil pehotni polk Kraljeve italijanske kopenske vojske.

## Zgodovina
Med prvo svetovno vojno je bil polk nastanjen na soški fronti, leta 1919 v Libiji in med drugo svetovno vojno v Jugoslaviji.